# أليكس كاتس
أليكس كاتس (بالإنجليزية: Alex Katz)‏ هو رسام وفنان أمريكي، ولد في 24 يوليو 1927 في بروكلين في الولايات المتحدة.

## وصلات خارجية
- الموقع الرسمي
- أليكس كاتس على موقع الموسوعة البريطانية (الإنجليزية)
- أليكس كاتس على موقع مونزينجر (الألمانية)
- أليكس كاتس على موقع ديسكوغز (الإنجليزية)